# Victor Tcherikover
Victor Tcherikover (15 settembre 1894 – 16 gennaio 1958) è stato uno storico russo naturalizzato israeliano.

## Biografia
Nato in Russia, si stabilì in Palestina nel 1925. 
È stato uno dei primi insegnanti dell'Università Ebraica di Gerusalemme ed ha diretto i dipartimenti di Storia Generale e di Studi Classici.
Si è specializzato in storia degli Ebrei in Palestina ed Egitto durante il periodo greco-romano.

## Opere
- Ha-Yehudim veha-Yevanim ba-tekufah ha-Helenistit, 1930
- Hellenistic Civilization and the Jews, 1959
- Corpus Papyrorum Judaicarum, 1957-1963